# Motim de Kiel
O motim de Kiel (em alemão:  Kieler Matrosenaufstand) foi uma revolta de marinheiros da Frota de Alto-Mar alemã contra o comando militar marítimo em Kiel. O motim eclodiu em 3 de novembro de 1918 quando algumas tripulações se recusaram a navegar de Wilhelmshaven para a batalha final contra a Grande Frota britânica que o Almirantado havia ordenado sem o conhecimento ou aprovação do governo alemão. Os amotinados, que viam a batalha planejada como uma inútil "viagem da morte", tomaram o controle de Kiel com conselhos de trabalhadores e soldados e depois ajudaram a espalhá-los por toda a Alemanha. A Revolução Alemã que foi desencadeada pelos conselhos varreu a monarquia Hohenzollern em poucos dias, provocou o fim do Império Alemão e levou ao estabelecimento da República de Weimar.

## Antecedentes

### Moral na Frota de Alto-Mar
Após a Batalha da Jutlândia em meados de 1916, a liderança do Império Alemão não queria arriscar perder navios adicionais que seria incapaz de substituir. A frota havia consequentemente permanecido na maior parte ociosa ancorada desde a batalha. Muitos oficiais foram transferidos para submarinos e embarcações leves, que ainda tinham um papel a desempenhar nos combates. Eles foram geralmente substituídos por oficiais jovens que não sabiam como lidar com as tripulações mais experientes. A disciplina e o moral daqueles que permaneceram com os navios de guerra consequentemente sofreram. A agitação significativa na frota começou no verão de 1917. No navio de guerra Friedrich der Grosse, um sistema de delegados sindicais começou a ser estabelecido já em março. Durante os meses seguintes, vários marinheiros expressaram insatisfação com suas pobres rações e tratamento a representantes do Partido Social Democrata Independente (USPD) anti-guerra. Em 1 de agosto, 49 homens do dreadnought SMS Prinzregent Luitpold desembarcaram sem permissão em Wilhelmshaven após uma folga e uma exibição de filme serem canceladas. Onze foram presos e encarcerados. No dia seguinte, quase toda a tripulação de 600 homens saiu em apoio aos seus camaradas. Dois dos líderes foram posteriormente executados e outros condenados à prisão. Durante os meses restantes da guerra, conselhos secretos de marinheiros foram formados em vários dos navios capitais da frota.

### Mudanças políticas
Em 29 de setembro de 1918, o Comando Supremo do Exército informou ao imperador Guilherme II que a situação militar era desesperadora diante da vantagem esmagadora do inimigo em mão de obra e equipamento. O general Erich Ludendorff disse que um pedido de cessar-fogo imediato deveria ser enviado às potências da Entente. Na esperança de termos de paz mais favoráveis, ele também recomendou aceitar a exigência do presidente americano Woodrow Wilson de que o governo imperial fosse democratizado. Seu objetivo era proteger a reputação do Exército Imperial colocando a responsabilidade pela capitulação e suas consequências aos pés dos partidos democráticos e do Reichstag. O imperador Guilherme II nomeou o Príncipe Maximiliano de Baden como novo chanceler imperial em 3 de outubro. O Príncipe era considerado um liberal e era um representante da família real. Seu gabinete incluía, pela primeira vez, membros do Partido Social Democrata (SPD). No dia seguinte, o novo governo ofereceu aos Aliados a trégua que Ludendorff havia insistido e, no quinto dia, o público alemão foi informado da situação sombria que seu exército enfrentava. Mesmo até aquele ponto tardio, a propaganda do governo e a imprensa haviam levado o povo a acreditar que a guerra ainda seria vencida. O choque da derrota iminente causou uma "amargura paralítica e profunda resignação" que facilitou o caminho para aqueles que queriam um cessar-fogo imediato.

### Ordem naval de 24 de outubro de 1918

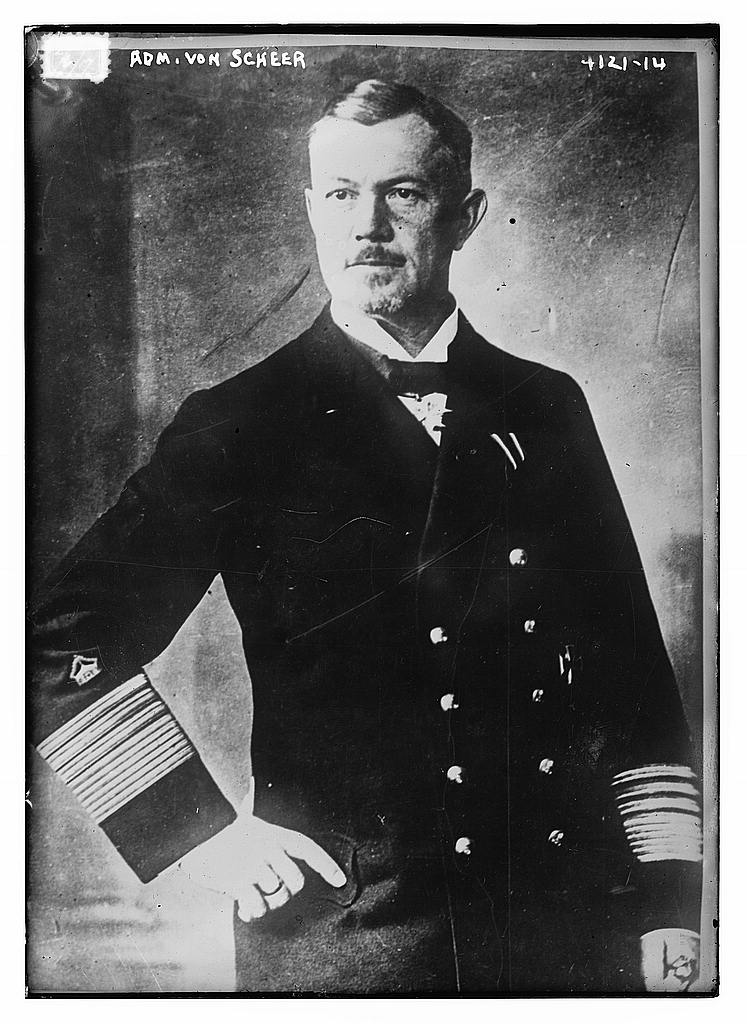
Almirante Reinhard Scheer, que ordenou o ataque à Marinha Britânica que desencadeou o motim de Kiel

Seguindo os sucessos dos Aliados durante a Ofensiva dos Cem Dias, o novo governo alemão sob o Príncipe Max de Baden, por insistência do Comando Supremo do Exército, pediu ao Presidente Woodrow Wilson em 5 de outubro de 1918 para mediar um armistício. Uma das precondições de Wilson era a cessação da guerra submarina da Alemanha. Apesar das objeções do Almirante Scheer, Chefe do Estado-Maior do Almirantado Alemão, o governo fez a concessão em 20 de outubro, e os submarinos no mar foram chamados de volta em 21 de outubro. No dia seguinte, Scheer, por sua própria autoridade e sem o conhecimento do novo governo alemão, ordenou ao Almirante Hipper, comandante da Frota de Alto-Mar, que se preparasse para atacar os britânicos com a frota de batalha principal, reforçada pelos submarinos recém-disponíveis. A ordem de Hipper foi promulgada em 24 de outubro, e Scheer a aprovou em 27 de outubro. A frota então começou a se concentrar em Schillig Roads ao largo de Wilhelmshaven para se preparar para a batalha. O historiador Michael Epkenhans descreve a ação como um motim dos almirantes:
Citação: Quando pensamos no fim da guerra em 1918, temos que imaginar almirantes que esperaram durante toda a guerra poder lutar uma grande batalha naval, talvez até derrotar os britânicos. A liderança naval era basicamente ela mesma amotinada; foi uma rebelião de almirantes, porque contrariamente às ordens da liderança política do Reich de se conter, especialmente em relação ao armistício, ela fez planos que não eram politicamente legitimados.
Para os almirantes, a batalha era uma questão de salvar sua honra e seus futuros. O comandante do navio de guerra Thüringen falou mais tarde de ir para o fundo com "a bandeira tremulando". O Chefe do Estado-Maior do Comando da Frota de Alto-Mar, contra-almirante Adolf von Trotha, escreveu ao Chefe do Estado-Maior do Comando da Guerra Naval, capitão Magnus von Levetzow: "Estamos tomados de horror e vergonha ao pensar que a frota poderia ser consignada à ruína interna sem ter entrado em combate." Levetzow respondeu: "Enquanto ainda formos capazes de lutar, nunca, jamais concordaremos com um tratado de paz baseado na degradação ou atrofia de nossa frota."

## A revolta

### Motim de Wilhelmshaven

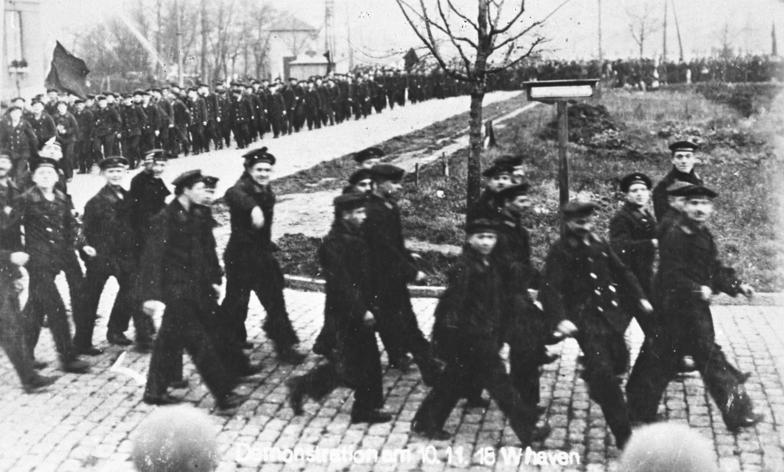
Marinheiros demonstrando em Wilhelmshaven, 10 de novembro de 1918

Quando a notícia da batalha planejada chegou aos marinheiros, alguns dos homens nos navios ancorados no Schillig Roads ao largo de Wilhelmshaven se recusaram a colocar suas vidas em risco por uma "viagem da morte" que viam como militarmente inútil. Durante a noite de 30 para 31 de outubro de 1918, marinheiros a bordo de vários navios do III Esquadrão de Batalha se recusaram a levantar âncora. Incidentes de insubordinação ocorreram a bordo dos dreadnoughts Thüringen, SMS Kaiserin e SMS Helgoland, com motim aberto no Thüringen e Helgoland. Após um breve impasse durante o qual os navios que haviam se amotinado e aqueles que não haviam se amotinado ficaram com seus canhões apontados uns para os outros, os amotinados cederam. O comando naval, no entanto, teve que abandonar seus planos de atacar a frota britânica, já que sentiam que a lealdade das tripulações não podia mais ser confiável. O III Esquadrão foi ordenado de volta para Kiel.

### Revolta dos marinheiros em Kiel

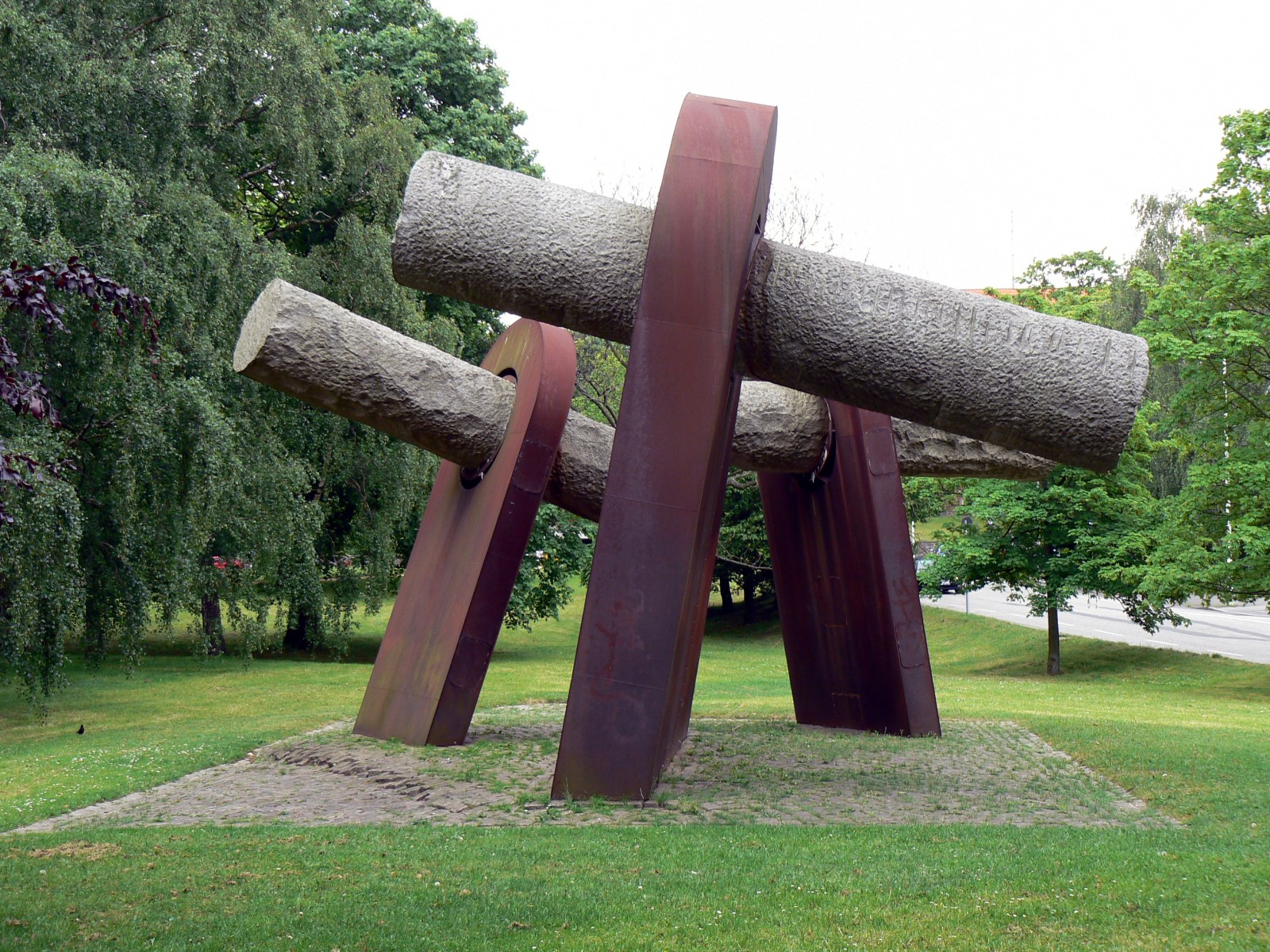
Escultura em Kiel para comemorar o motim dos marinheiros de 1918

Durante o retorno do esquadrão, seu comandante, vice-almirante Hugo Kraft, exercitou uma manobra com seus navios de guerra no Heligoland Bight. Quando "funcionou perfeitamente", ele acreditou que estava no comando de suas tripulações novamente. Enquanto passava pelo Canal de Kiel, ele mandou prender 47 marinheiros do Markgraf, que foram vistos como os líderes, prender. No caminho para Kiel, o esquadrão parou em Holtenau, onde quase 150 amotinados foram presos para ser transportados para a prisão militar em Kiel e para o Forte Herwarth no norte da cidade. Os marinheiros e foguistas procuraram impedir que a frota partisse novamente e conseguir a libertação de seus camaradas. Cerca de 250 se reuniram na noite de 1 de novembro na Casa do Sindicato em Kiel. As delegações que enviaram aos seus oficiais solicitando a libertação dos amotinados foram rejeitadas. Com os marinheiros buscando laços mais estreitos com os sindicatos socialistas, a polícia fechou a Casa do Sindicato, levando a uma reunião ao ar livre ainda maior de marinheiros e trabalhadores em 2 de novembro em um grande campo de exercícios.

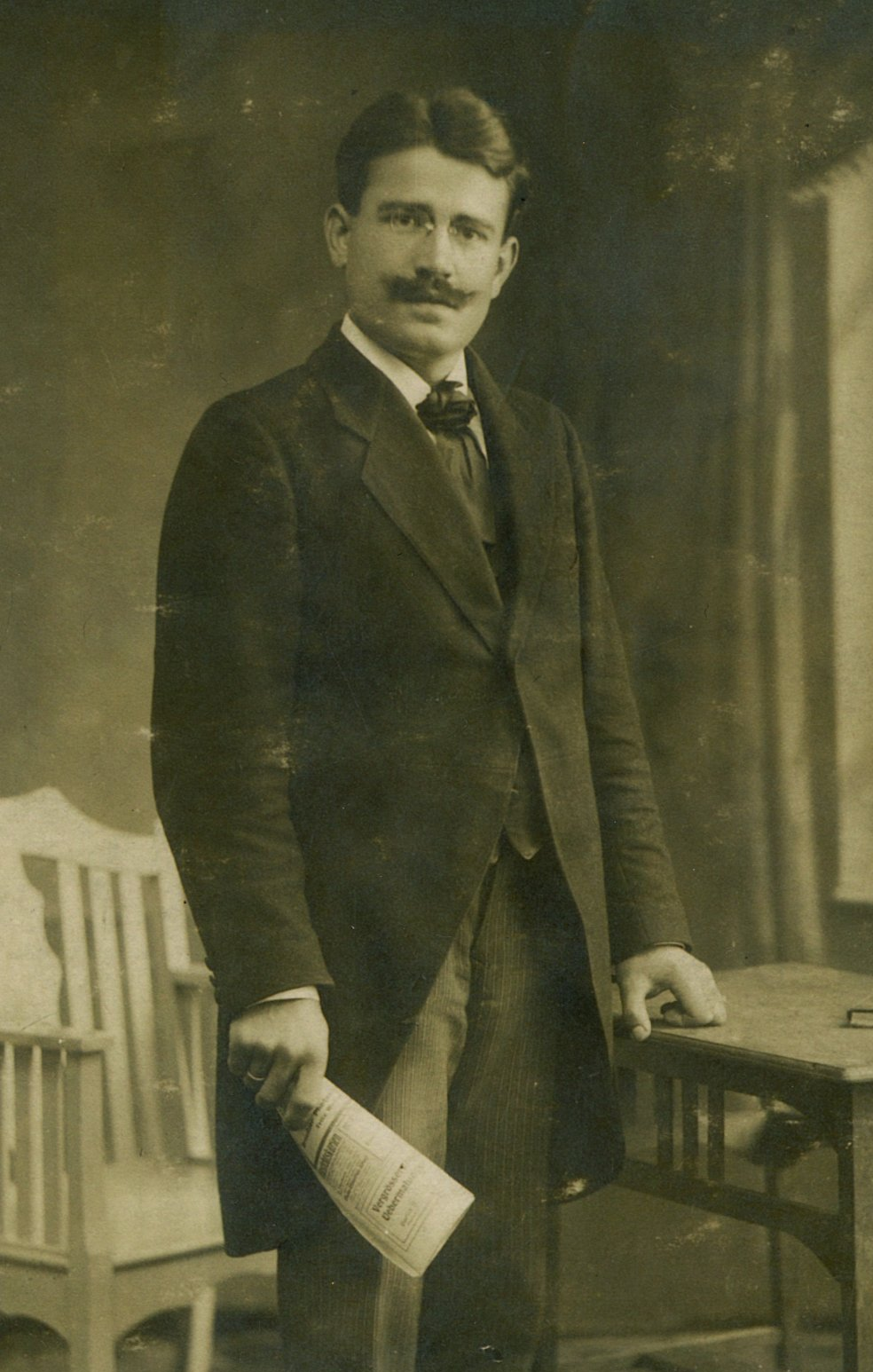
Karl Artelt, um dos líderes do motim de Kiel, em 1917

Liderados por Karl Artelt, que trabalhava no estaleiro de reparos para torpedeiros em Kiel-Wik, e pelo trabalhador de estaleiro mobilizado Lothar Popp, ambos membros do USPD, os marinheiros convocaram uma grande reunião no dia seguinte no mesmo local. O chamado foi atendido por várias milhares de pessoas na tarde de 3 de novembro, com representantes de trabalhadores também presentes. O slogan Frieden und Brot (paz e pão) foi levantado, mostrando que os marinheiros e trabalhadores exigiam não apenas a libertação dos marinheiros presos, mas também o fim da guerra e a melhoria dos suprimentos de comida. Os manifestantes aplaudiram o chamado de Artelt para libertar os prisioneiros, e partiram na direção da prisão militar. Um tenente Steinhäuser, comandando as tropas que tinham ordens de parar os manifestantes, ordenou a sua patrulha para disparar tiros de aviso e depois atirar diretamente na multidão. Sete homens foram mortos e 29 gravemente feridos. Alguns manifestantes também abriram fogo. Steinhäuser foi baleado e espancado com coronhas de rifle, mas sobreviveu. Após o incidente, os manifestantes se dispersaram e a patrulha se retirou. O historiador Sebastian Haffner chamou o tiro de Steinhäuser de primeiro tiro da Revolução, após o qual os marinheiros não podiam mais voltar atrás.

### Tomada de Kiel

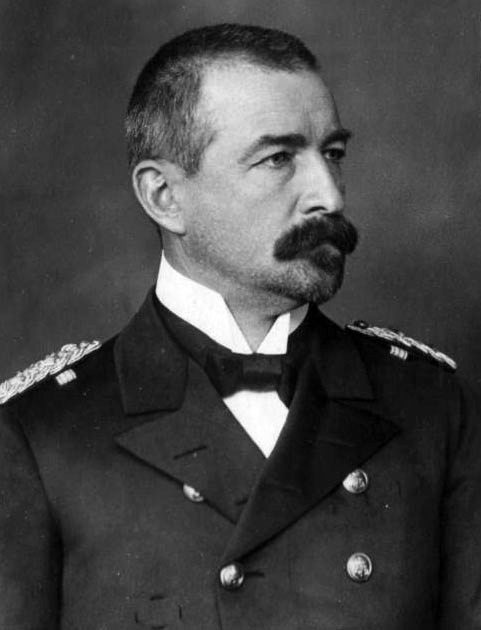
Almirante Wilhelm Souchon, governador da estação naval em Kiel

Wilhelm Souchon, o governador da estação naval, inicialmente pediu tropas externas para ajudar a suprimir a revolta, mas revogou seu pedido quando sua equipe alegou que a situação estava sob controle. Souchon havia sido enviado para Kiel apenas alguns dias antes, em 30 de outubro de 1918, e portanto teve que confiar muito em sua equipe. Em 4 de novembro, no entanto, o pedido foi renovado, e seis companhias de infantaria foram trazidas para Kiel. Na manhã de 4 de novembro, grupos de amotinados marcharam pelo centro de Kiel acompanhados por trabalhadores em greve. Eles foram acompanhados à tarde por marinheiros dos quartéis ao norte da cidade. Após os soldados enviados para reforçar as tropas locais se juntarem aos manifestantes, o almirante Souchon libertou os marinheiros presos e pediu aos insurgentes para enviar uma delegação para discutir a situação. No mesmo dia, Karl Artelt organizou o primeiro conselho de soldados, e logo muitos mais foram estabelecidos. Soldados e trabalhadores trouxeram instituições públicas e militares em Kiel sob seu controle. Quando, contra a promessa de Souchon, tropas adicionais vieram para suprimir a rebelião, elas foram interceptadas pelos amotinados e ou mandadas de volta ou se juntaram aos marinheiros e trabalhadores. Na noite de 4 de novembro, Kiel estava firmemente nas mãos de aproximadamente 40 000 marinheiros, soldados e trabalhadores rebeldes, assim como Wilhelmshaven dois dias depois.

### Demandas dos marinheiros

Placa na Casa do Sindicato em Kiel dizendo que o conselho de trabalhadores e soldados se reuniu aqui durante o motim dos marinheiros e deu o impulso decisivo para a proclamação da primeira república alemã

Tarde na noite de 4 de novembro, representantes de marinheiros e trabalhadores se reuniram na Casa do Sindicato com Souchon e dois representantes do Partido Social Democrata, Gustav Noske e Conrad Haussmann, que haviam sido enviados pelo governo em Berlim para negociar um fim à revolta. Na reunião, os soldados apresentaram os 'Quatorze Pontos' de Kiel, que foram promulgados como ordens do conselho de soldados que deveriam ser obrigatórias para toda pessoa militar: Resoluções e demandas do conselho de soldados: A libertação de todos os presos e prisioneiros políticos. Completa liberdade de expressão e imprensa. A abolição da censura postal. Tratamento apropriado das tripulações pelos superiores. Nenhuma punição para camaradas ao retornar dos navios e aos quartéis. O lançamento da frota deve ser impedido sob todas as circunstâncias. Quaisquer medidas defensivas envolvendo derramamento de sangue devem ser impedidas. A retirada de todas as tropas que não pertencem à guarnição. Todas as medidas para a proteção da propriedade privada serão determinadas imediatamente pelo conselho de soldados. Superiores não serão mais reconhecidos fora do dever.
Liberdade pessoal ilimitada de todo homem do fim de seu turno de serviço até o início de seu próximo turno de serviço.
Oficiais que se declarem em acordo com as medidas do conselho de soldados recém-estabelecido são bem-vindos em nosso meio. Todos os outros devem deixar seu dever sem direito à provisão.
Todo membro do conselho de soldados deve ser liberado de qualquer dever. Todas as medidas a serem introduzidas no futuro só podem ser introduzidas com o consentimento do conselho de soldados. Dirk Dähnhardt, em sua tese de doutorado de 1978, chegou à conclusão de que "os 14 Pontos de Kiel foram... principalmente um ataque ao sistema militar; objetivos políticos estavam faltando." Dähnhardt atribui isso à composição heterogênea dos órgãos e à intenção de primeiro de tudo emitir um catálogo de medidas imediatas.

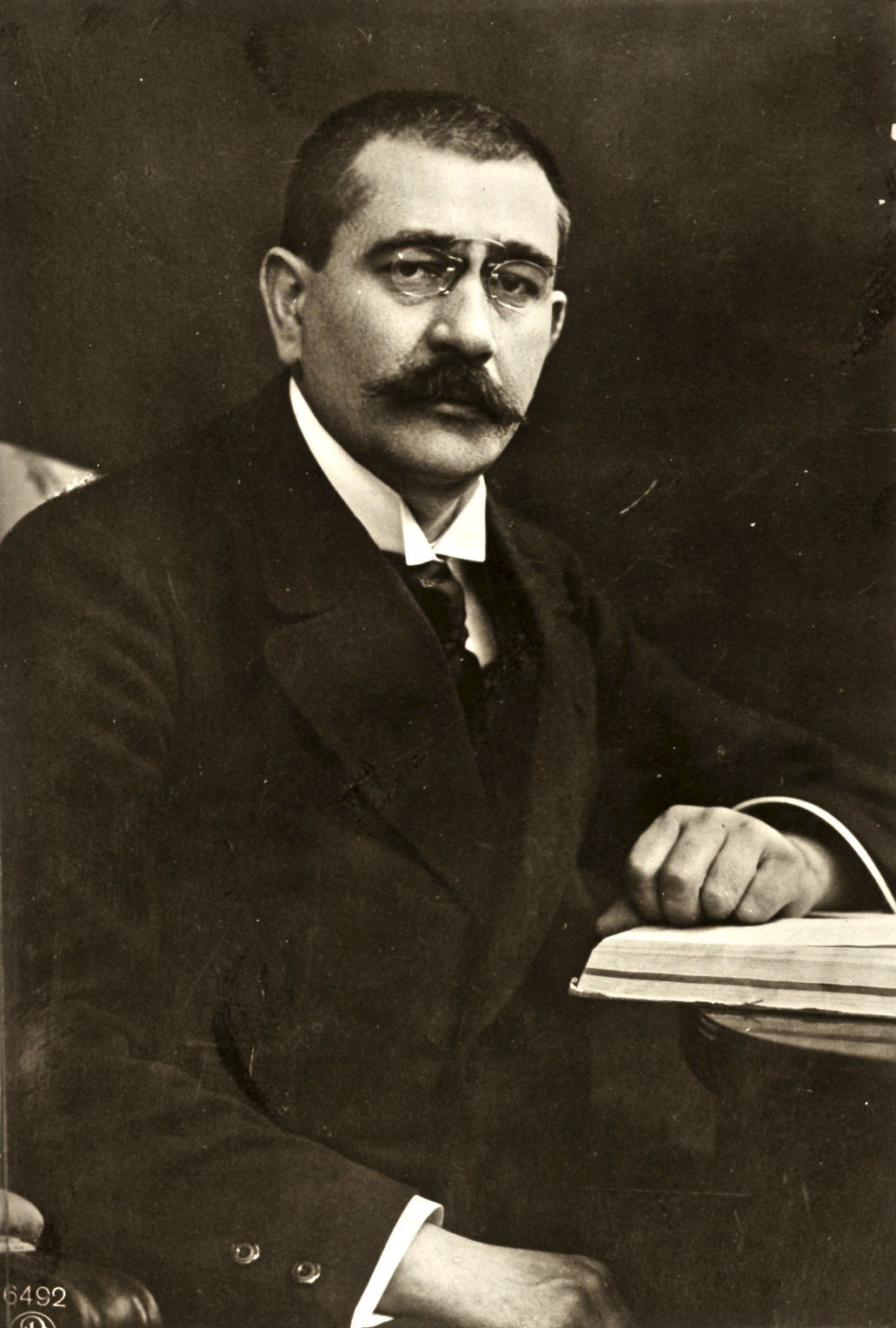
Gustav Noske, o político do SPD que foi eleito presidente do conselho de soldados de Kiel

Os marinheiros elegeram Noske presidente do conselho de soldados, já que como um social-democrata ele era visto como estando do lado deles. Ele foi eleito presidente do conselho e restabeleceu a paz e a ordem em Kiel. Alguns dias depois ele assumiu o posto de governador, enquanto Lothar Popp do USPD garantiu que os conselhos de soldados inicialmente formados espontaneamente e não estruturados tivessem uma base sólida através de eleições em todas as unidades e através do estabelecimento do Conselho Supremo de Soldados, do qual ele foi o presidente eleito. Durante as semanas seguintes, Noske foi capaz de reduzir a influência dos conselhos, mas não pôde impedir que os marinheiros espalhassem a revolução pela Alemanha. Na manhã de 5 de novembro, a bandeira vermelha da revolução foi içada nos navios da Marinha Imperial no porto de Kiel.
Durante os eventos subsequentes, conselhos por toda a Alemanha se orientaram pelos 14 pontos de Kiel. Dähnhardt viu a miopia política como uma razão principal para a dissolução dos conselhos de soldados após seis meses. Wolfram Wette do Escritório de Pesquisa de História Militar das Forças Armadas Alemãs observou: "... o sinal de Kiel... não apontou na direção de um estado de conselhos segundo o exemplo bolchevique. Em vez disso, ficou... pela demanda pelo fim mais rápido possível da guerra. Em segundo lugar, apontou – começando com os 'Kiel 14 pontos' –... na direção de um sistema político liberal, social e democrático, no qual especialmente o militarismo... não deveria mais ter lugar".

## Consequências: Revolução Alemã de 1918-19
Destacamentos de marinheiros revolucionários partiram de Kiel para todas as principais cidades alemãs começando em 4 de novembro. Eles encontraram quase nenhuma resistência em sua tomada do poder civil e militar; apenas em Lübeck e Hanover dois comandantes locais tentaram manter a disciplina militar pela força das armas. Em 6 de novembro, Wilhelmshaven estava nas mãos de um conselho de trabalhadores e soldados; em 7 de novembro todas as cidades costeiras maiores mais Frankfurt am Main, Stuttgart e Munique também estavam. O rei Ludwig III da Baviera foi derrubado no mesmo dia, tornando-se o primeiro príncipe federal alemão a cair. A revolução chegou a Berlim em 9 de novembro, e no mesmo dia a abdicação do imperador Guilherme II foi proclamada. No final do mês, os governantes dinásticos de todos os outros estados alemães haviam abdicado sem derramamento de sangue. No início de janeiro de 1919, apoiadores de uma república dos conselhos e aqueles que queriam que a Alemanha se tornasse uma república parlamentar começaram a se envolver em sangrentas batalhas de rua. O último grupo tinha o apoio do que restava do Exército Alemão e dos paramilitares Freikorps. Sua vitória abriu o caminho para o estabelecimento da República de Weimar em agosto de 1919.

## Literatura
- Wolfram Wette: Gustav Noske – eine politische Biographie. Droste Verlag, 1987, ISBN 3-7700-0728-X
- Wolfram Wette: Gustav Noske und die Revolution in Kiel 1918. Boyens Buchverlag, Heide 2010, ISBN 978-3-8042-1322-7; published as special edition from the Gesellschaft für Kieler Stadtgeschichte, by Jürgen Jensen, Band 64